# Brandenburgarna i Böhmen

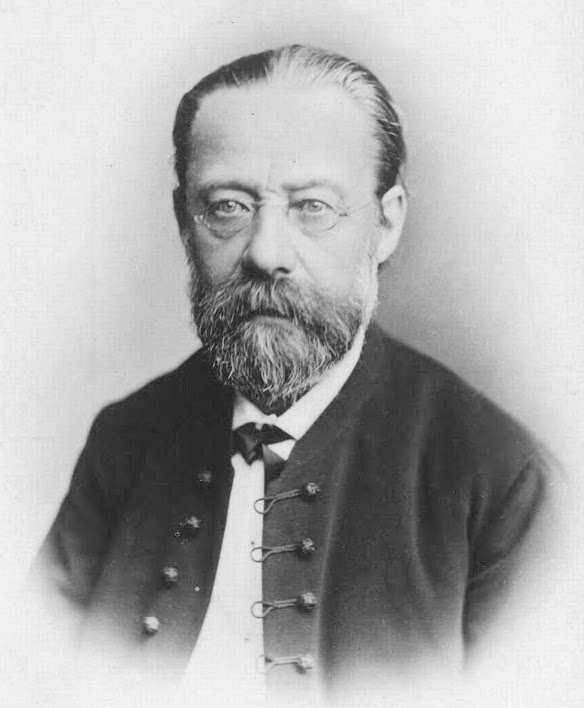
Bedřich Smetana

Brandenburgarna i Böhmen (tjeckiska:Braniboři v Čechách) är en opera i tre akter med musik av Bedřich Smetana och libretto av Karel Sabina.

## Historia
Smetana skrev sin första opera 1863 och skickade in den till en operatävling anordnad av den tjeckiske patrioten Jan Harrach. Juryn tog tid på sig och utdelade första priset först i mars 1866. Smetana vann men hade vid den tiden redan fått operan uppförd på Provisoriska teatern i Prag den 5 januari samma år. Succén banade väg för Brudköpet, som framfördes på samma teater endast fem månader senare.

## Personer

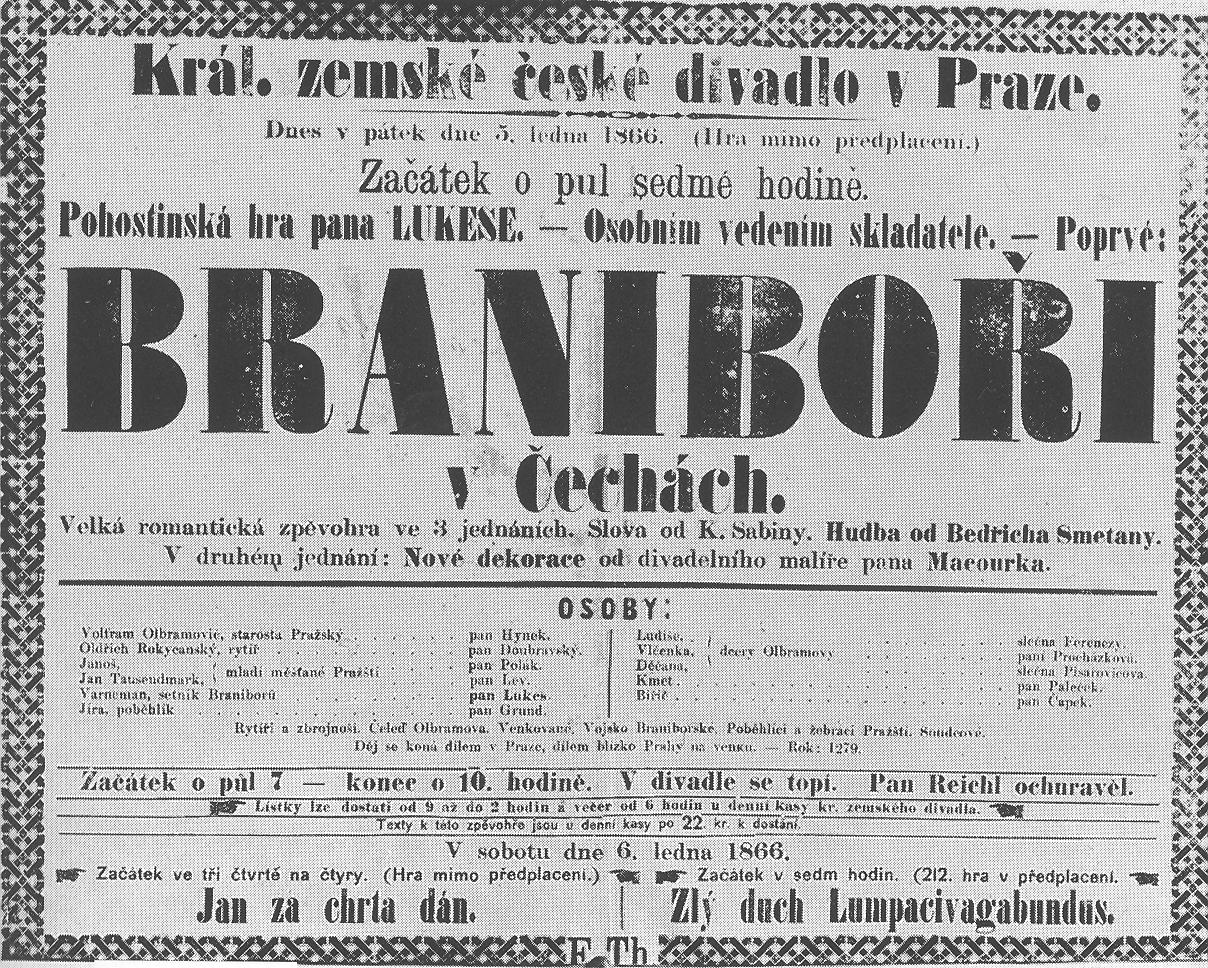
Affisch till premiären 1866.

- Volfram Olbramovič, Prags borgmästare (bas)
- Oldřich Rokycanský, en riddare (baryton)
- Junoš (tenor)
- Jan Tausendmark (baryton)
- Varneman, Brandenburgarnas ledare (tenor)
- Jíra, en förrymd fånge (tenor)
- Ludiše, Volframs dotter (sopran)
- Vlčenka, Volframs dotter (sopran)
- Děčana, Volframs dotter (kontraalt)
- En gammal bybo (bas)
- Stadsroparen (baryton)

## Handling
År 1279 är kung Ottokar II av Böhmen död och lämnar efter sig änkan Kunigunda av Slavonien och den 7-årige sonen Wencel II av Böhmen. Kunigunda har kallat in hjälp från brandenburgarna för att skydda dem från habsburgarna. Men brandenburgarna har tagit över styret av landet. (Ingen av dessa personer figurerar i operan, i stället handlar operan om hur det politiska förhållandet påverkade folket i stort.)
Pragborna lider under brandenburgarnas tyranni. Borgmästarens dotter Ludiše tillbakavisar tysken Jan Tausendmarks uppvaktning, varpå denne förenar sig med ockupanterna. Den förrymde fången Jíra utses till rebellernas ledare. Han anklagar offentligt Tausendmark för att ha kidnappat borgmästarens tre döttrar. För att undvika blodspillan låter borgmästaren arrestera Jíra som döms till döden. Den unge Junoš älskar Ludiše och lyckas rädda Jíra. Brandenburgarna drivs ut ur Prag och staden är befriad.